# Wiktorija Czaplina
Wiktorija Dmitrijewna Czaplina; z d. Rusakowa ros. Виктория Дмитриевна Чаплина; (ur. 23 października 1988 w Jekaterynburgu) – rosyjska siatkarka, reprezentantka kraju grająca na pozycji przyjmującej. Mistrzyni Europy 2013. Od sezonu 2020/2021 występuje w drużynie Leningradka Petersburg.

## Sukcesy klubowe
Mistrzostwo Rosji:
- 2015
- 2008, 2009, 2012

Puchar CEV:
- 2009, 2014

## Sukcesy reprezentacyjne
Mistrzostwa Europy Kadetek:
- 2005

Mistrzostwa Świata Kadetek:
- 2005

Puchar Borysa Jelcyna:
- 2009, 2012, 2013

Grand Prix:
- 2009

Letnia Uniwersjada:
- 2013
- 2011

Volley Masters Montreux:
- 2013

Mistrzostwa Europy:
- 2013